# Excerpta Latina Barbari
Excerpta Latina Barbari (= латински текст-откъс на един варвар) или Excerpta Barbari е латински превод на предишно историческо произведение. Произведението започва с Адам и свършва 387 г.
Произведението се състои от три раздела: първият е световна история от Адам и Ева до Клеопатра (31 пр.н.е.). Следва списък на нееврейските регенти със списък на първосвещениците и римските императори до Анастасий. На края е една Фасти хроника от Цезар до 387 г.
Първоначалният гръцки текст е от 5 век и е написан в Александрия по времето на източноримския император Зенон или Анастасий I. През ок. 700 г. текстът е преведен от непознат меровингски автор от гръцки на латински. Авторът направил доста грешки, което показва, че не владеел добре нито гръцки нито латински.
Гръцкият текст на непознатия автор е използвал хрониката на Иполит Римски и датите на Секст Юлий Африкан и свършва през 387 г.
Един манускрипт на оригиналното произведение от 8 век днес се пази в Националната библиотека на Франция.
В Excerpta Latina Barbari се споменават за пръв път имената на Светите Трима мъдреци: Балтазар, Мелхиор и Каспар (Bithisarea, Melichior, Gathaspa).